# Tyrannochthonius pallidus
Espèce
Tyrannochthonius pallidus est une espèce de pseudoscorpions de la famille des Chthoniidae.

## Distribution
Cette espèce est endémique du San Luis Potosí au Mexique,. Elle se rencontre dans la grotte Cueva del Jobo à Xilitla.

## Description
Le mâle holotype mesure 1,56 mm.

## Publication originale
- Muchmore, 1973 : A second troglobitic Tyrannochthonius from Mexico (Arachnida, Pseudoscorpionida, Chthoniidae). Bulletin of the Association for Mexican Cave Studies, no 5, p. 81-82 (texte intégral).